# Angela White
Angela Gabrielle White, född 4 mars 1985 i Sydney, är en australisk porrskådespelare och regissör. White började sin karriär som porrskådespelare 2003. Hon har blivit invald i AVN Hall of Fame samt är en trefaldig vinnare av "AVN Female Performer of the Year". Fram till 2022 har hon vunnit sammanlaget 33 AVN-priser, och hon räknas som Australiens mest kända porrskådespelare.
Under sin tid i sexbranschen har hon verkat som webbkameramodell och porrskådespelare. Hon drev länge sin egen webbplats Angelawhite.com och producerar sina egna filmer, vilka sedan 2015 distribuerats i USA genom Girlfriends Films.

## Biografi

### Bakgrund, tidig karriär
Angela White, som framträder under sitt eget namn, föddes och växte upp i Sydney och senare i Melbourne. Hon var det äldsta barnet i en stor familj, en blyg person som tyckte om katter och hästar.
Som 14-åring kom hon ut som bisexuell, hon förlorade "oskulden", och hon kände sig utsatt och kritiserad för sin öppenhet runt sexualitet. Hon funderade redan då på en framtida karriär inom branschen. Hon upptäckte porrbranschen som en miljö där hon i framtiden tänkte sig kunna utforska sin egen sexualitet i en trygg miljö, tillsammans med andra frisinnade och sexpositiva människor. De kvarvarande åren som minderårig, enligt henne själv fyra nödvändiga år, ägnades åt att studera branschvillkor och genrer för att bli bättre förberedd inför yrkeslivet.
Hon var 18-årig gymnasist när hon debuterade inom den pornografiska branschen, och hennes första porrscen producerades av det Miami-baserade bolaget Score. Hon hade precis fyllt 18 år, och resan till Florida var hennes första resa utomlands på egen hand.

### Parallella studier, politisk kandidatur
Vid sidan av sin karriär inom sexbranschen har White ägnat sig åt studier på universitetsnivå. Hon har tagit den australiska varianten av en masterexamen i genusvetenskap vid University of Melbourne, och studievalet baserades på Whites diskussioner med människor som inte tycktes förstå hennes positiva och enligt henne själv stärkande branscherfarenheter.
White är starkt kritisk mot feministiska försök att eliminera pornografin som fenomen, men definierar sig själv som  feminist och anser att feminismen har en roll att spela så länge kvinnor diskrimineras lönemässigt och utsätts för så mycket sexuellt våld. Inför examen genomförde hon djupintervjuer omkring kvinnliga erfarenheter inom den australiska porrbranschen, intervjuer som enligt henne vederlade den vanliga idén om att porrskådespelare är drogmissbrukare. Hon tyckte sig se att den rådande samhällssynen att kvinnor inom pornografi är offer hindrar dem från att berätta ärligt om sina (goda som mindre goda) erfarenheter.
Med den höga australiska minimiinkomsten har det inte funnits så många ekonomiska drivkrafter att gå in i porrbranschen, menar White som hävdar att hennes egen motivation kommer från ett genuint intresse för arbetet och branschen. Ett av de få bolagen som funnits i Australien – Abbywinters.com – har dock fått lov att flytta till Nederländerna på grund av de relativt hårda australiska lagarna mot pornografi. Abby Winters och Angie är samtidigt två av hennes egna tidigare artistnamn.
2010 ställde White upp som kandidat i de allmänna valen för Australiens Sex Party, i valdistriktet Richmond i Melbourne. Hennes plattform arbetade för att förbättra villkoren för landets sexarbetare, och hon engagerade sig efter att en av hennes motkandidater planerade att förbjuda bordeller.

### Eget bolag, heterodebut
Efter åtta år som skådespelare i lesbiska scener debuterade hon 2011 i sin första heterosexuella scensamling – Angela White Finally Fucks. Filmen var hennes första med analsex, "interracial", dubbel penetration och trekant med uteslutande analsex. På DVD:n figurerar bland annat James Deen, Lexington Steele, Manuel Ferrara och Toni Ribas.
Dessutom var filmen hennes första på det egna bolaget AGW Entertainment. 2011 började Angela White arbetet med sin egendrivna webbplats, som hon delfinansierat med hjälp av inkomsterna från sitt webbkameramodellande för bland annat Myfreecams.com. Där har hon stått för val av inspelningsplatser, rekvisita och produktionspersonal.

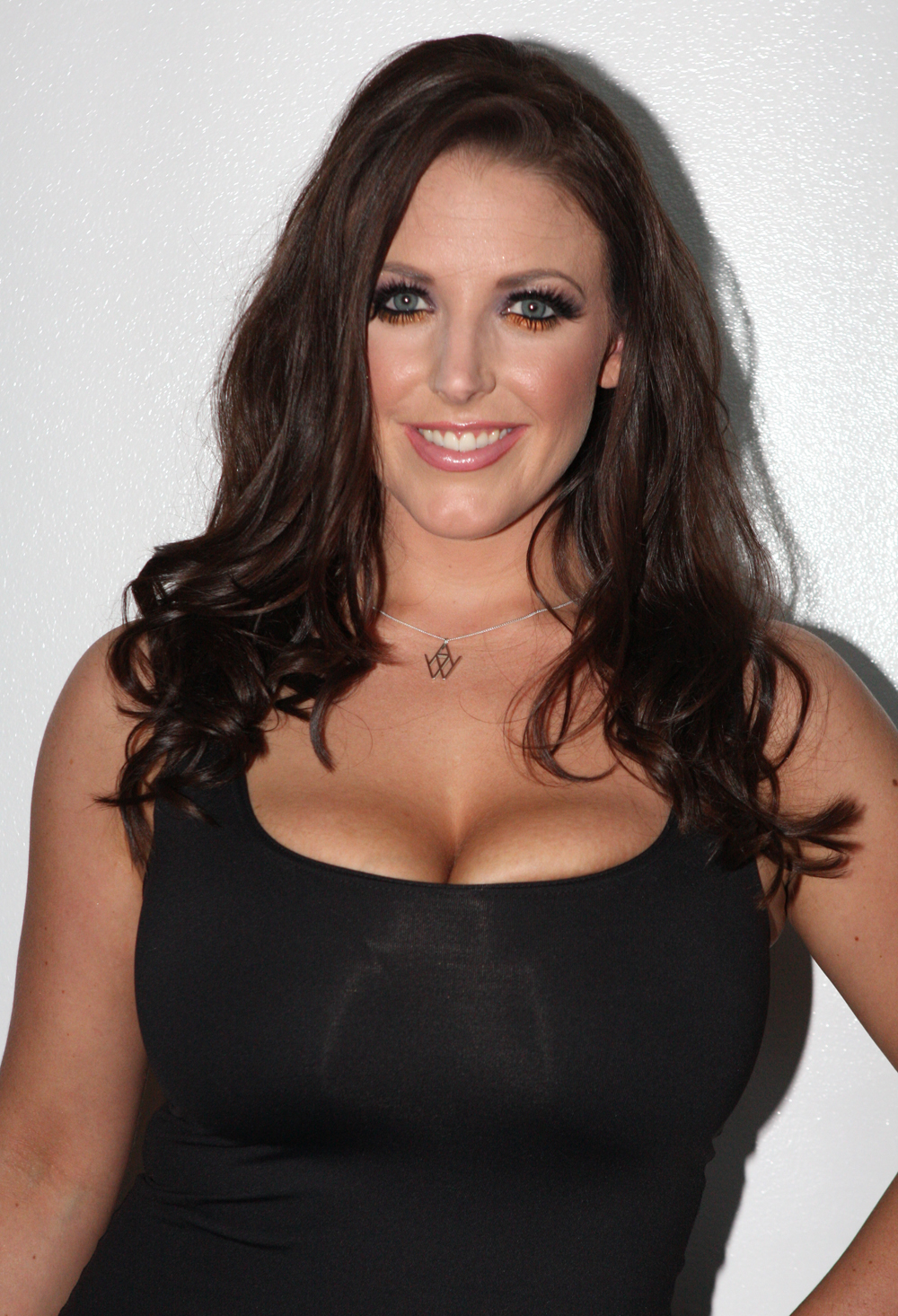
Angela White, 2013.

Ursprungligen ville White lansera webbplatsen i början av 2013. Produktion av pornografiskt material i Australien är dock svårarbetat, och hon kunde inte erbjuda sina kunder betalningsmöjligheter via Visa eller Mastercard – som tillsammans står för 99 procent av den globala kortmarknaden. Det slutade med att hon istället registrerade bolaget i Nederländerna, med hjälp av likaledes "landsflyktiga" bolaget Abbywinters.com, och i november 2013 lanserades slutligen sajten.
Året efter offentliggjordes Angela White som den första australiska "Fleshlight-flickan". Hon blev den första kvinnan från Australien vars vulva och vagina givit form åt en egen version av lösvagina från bolaget Fleshlight.
2014 var också året då en film med Angela White vållade rabalder på grund av inspelningsplatsen. Det var en av hennes egna produktioner som spelades in i biblioteket till Melbournes La Trobe University, vilket ledde till omfattande skriverier i pressen och i sociala medier. Videon var en privat inspelning, som ursprungligen inte var tänkt för distribution, och den togs så småningom ner. Mediekontroversen uppdagade även att många inte visste om att pornografi tillverkades i Australien, som har strikta lagar kring produktionen. Uppmärksamheten kring videon ledde samtidigt till en ökad tillströmning av sökande till universitetets utbildningar.

### Senare år och inspiration
Den bystiga Angela White (hon har 32GG som sitt naturliga bystmått) var 2015 bosatt i Melbourne, även om hon reste flitigt i arbetet. Året efter flyttade hon dock till USA på heltid. Hon skrev på kontrakt med den välkända agenturen Spiegler Girls, där hon anno 2022 fortfarande är medlem.
Som regissör är hon själv inspirerad av Greg Lanksy, producent och regissör på Blacked.com. I sina produktioner ville hon 2015 satsa på att testa fler olika genrer, både åt det mer avancerade hållet och med mer erotiskt sensuella scener. 2020 medverkade hon i produktionen av den timslånga videon ASMR Fantasy (regi av Bree Mills), producerad i gonzoformat och där hon spelar rollen som läkaren som tar hand om den passiva "tittaren" (spelad av Michael Vegas); det enda talet under scenen är hennes erotiska viskningar i ASMR-stil.

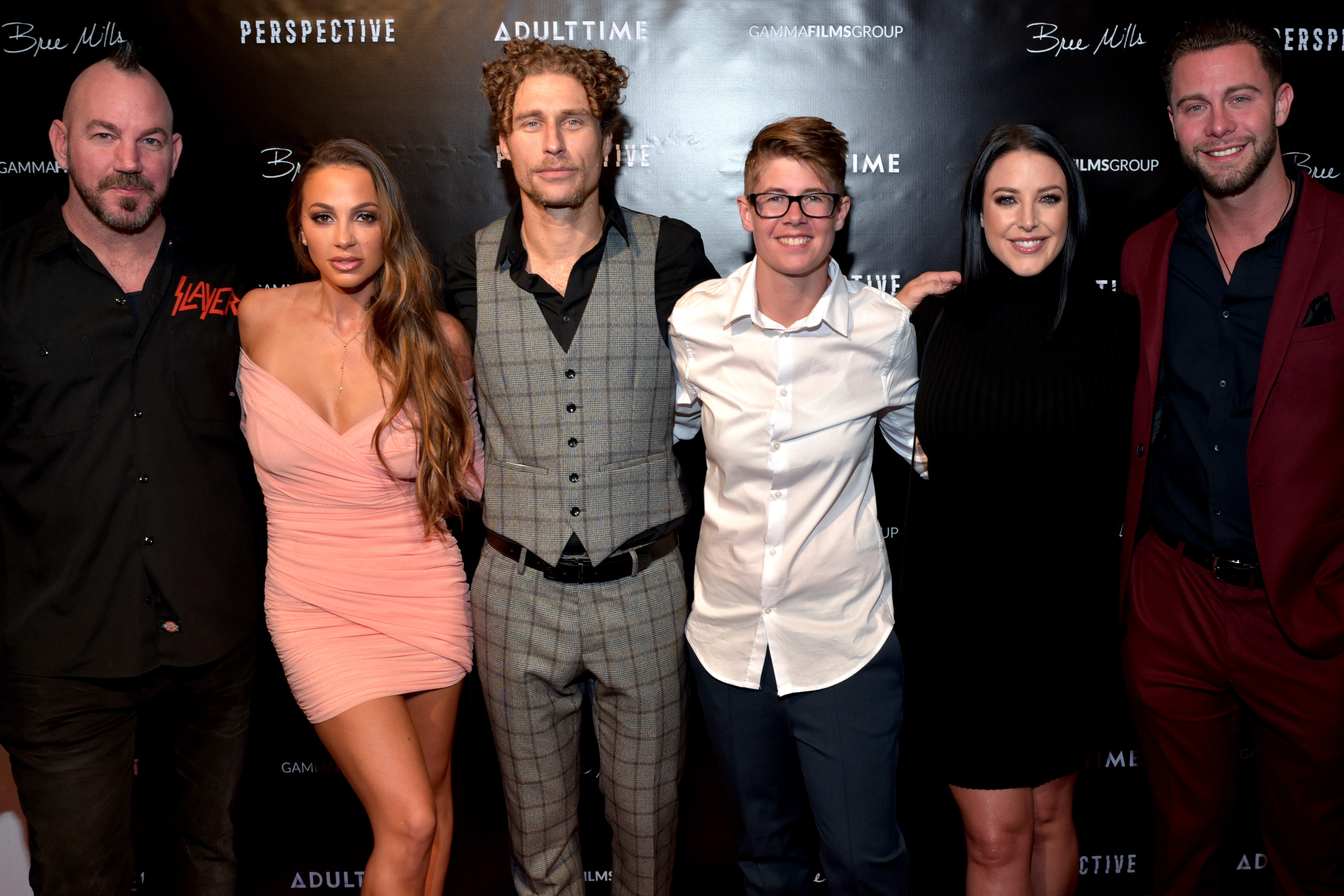
Angela White (näst längst till höger) 2019, tillsammans med Bree Mills, Michael Vegas och tre andra branschkollegor vid biopremiären på filmen Perspective.

White är flitigt förekommande på branschgalor och prisutdelningar. Hon är ofta intervjuad i både branschpress och allmänna medier, som en utåtriktad och kurvig personlighet som har kontroll över sin karriär. Hon har valt att använda sitt eget namn som artistnamn, som ett medvetet drag för att främja en sexpositiv livsstil. I oktober 2021 var hon Penthouse Pet of the Month, och hon utnyttjade tillfället att ge olika perspektiv på sitt eget liv och sina livsval.
2016 uppmärksammades hennes egenproducerade film Angela Does Gonzo. Med filmen vill White även göra ett politiskt uttalande omkring den ofta kritiserade gonzopornografin, som dock enligt henne – genom den enkla inspelningsutrustningen – kan producera mer realistiska scener.
2022 är Angelawhite.com inte längre aktiv som egen webbplats. Hon producerar numera eget material via sin profil på Onlyfans.

## Produktioner och betydelse
Fram till augusti 2022 har Internet Adult Film Database listat 889 scener där Angela White deltagit som skådespelare. Totalt listas scener tillsammans med 188 kvinnliga och 130 manliga medskådespelare.
Förutom det egna bolaget AGW Entertainment har hon samarbetat mycket med bolagen Brazzers, Evil Angel, Girlfriends Films, Girlsway, Jules Jordan, Pulse och Pure Taboo.
Dessutom har hon 135 produktioner noterade för sig som regissör (från 2013 till 2021). Alla utom 16 filmer är producerade för det egna bolaget, och alla inkluderar henne själv som skådespelare.
White var sommaren 2022 den mest populära australiska – och elfte mest populära alla kategorier – skådespelaren på XVideos, där videor och videoklipp med henne fram till dess visats drygt 2,5 miljarder gånger. Sommaren 2025 hade videor med henne visats 3,6 miljarder gånger. Hon är aktiv med egna kanaler både där och på Pornhub, där videor med henne sommaren 2022 hade drygt 850 miljoner visningar och hon var den fjärde mest populära skådespelaren. Sommaren 2025 hade videor med henne visats 1,6 miljoner gånger på Pornhub. Både på XVideos och på Pornhub hade Angela Whites officiella kanaler 1,1 miljoner följare sommaren 2025.
| Vänster: Angela White vid 2017 års AVN-gala, då hon för ovanlighetens skull inte vann något pris. Höger: Angela White intervjuad av Holly Randall på AVN Adult Entertainment Expo 2023. |  | Vänster: Angela White vid 2017 års AVN-gala, då hon för ovanlighetens skull inte vann något pris. Höger: Angela White intervjuad av Holly Randall på AVN Adult Entertainment Expo 2023. |
| Vänster: Angela White vid 2017 års AVN-gala, då hon för ovanlighetens skull inte vann något pris. Höger: Angela White intervjuad av Holly Randall på AVN Adult Entertainment Expo 2023. |  | |

Hon är en av branschens mest framgångsrika skådespelare i nischen för entusiastiska MILF:s med yppiga former. Samtidigt är hon en av de mer aktiva och uppmärksammade aktriserna i lesbiska scener. I samband med lanseringen 2018 av sin betalsajt Adult Time valde Gamma Entertainment att lägga ut Whites timslånga We Like Girls: Kissa and Angela med kollegan Kissa Sins gratis, på bolagets officiella kanaler på XVideos och Pornhub. I den Bree Mills-regisserade videon ägnar sig de två helt åt varandra och ingen tittar in i kameran. Videon inledde bolagets We Like Girls-serie, med helt manusfria och realistiska historier filmade i en tagning.

## Utmärkelser
Genom åren har Angela White vunnit ett stort antal branschpriser. På den stora AVN-galan vann hon 2016 för Best All-girl Group Sex Scene och Best Oral Sex Scene, medan hon 2018 vann Best Boy/Girl Sex Scene, Best Double Penetration Sex Scene, Best Group Sex Scene och Female Performer of the Year. Samma år blev hon invald i AVN Hall of Fame.
2019 vann hon åtta AVN-priser, året efter nio – inklusive för Female Performer of the Year (tredje året på raken). 2021 vann hon sex AVN-priser, 2022 fyra och 2023 tio stycken.